# South East Hockey League
 (février 2023).
Si vous disposez d'ouvrages ou d'articles de référence ou si vous connaissez des sites web de qualité traitant du thème abordé ici, merci de compléter l'article en donnant les références utiles à sa vérifiabilité et en les liant à la section « Notes et références ».
La South East Hockey League est une éphémère ligue mineure de hockey sur glace aux États-Unis : fondée en 2003, elle a disparu en 2004.

## Historique
En 2003, elle est créée et composée par des certaines équipes issues de la dissolution de l'Atlantic Coast Hockey League. En 2004, la ligue cesse ses activités après que certaines de ces équipes ont rejoint la Southern Professional Hockey League formée avec des franchises de la World Hockey Association 2.

## Palmarès
- 2003-2004 : Channel Cats de Huntsville.

## Équipes
- Channel Cats de Huntsville
- Ice Bears de Knoxville
- Fire Antz de Cape Fear
- T-Birds de Winston-Salem